# Dagbouw Alfred
Dagbouw Alfred was een bruinkoolgroeve bij Echtz-Konzendorf in het Rijnlands bruinkoolgebied.
De dagbouw ontstond in 1913 en vanaf 1917 werd er bruinkool gedolven. Tot de Tweede wereldoorlog was deze groeve in gebruik voor energiecentrale "Zukunft" en de brikettenfabriek in Lucherberg bij Weisweiler.
Op een voormalige stortplaats van de dagbouw was tussen 1952 en 1995 een brandstofdepot van de Belgische strijdkrachten.

## Echtzer-Badesee
In 1959 ontstond uit de groeve de Echtzer-Badesee of Badesee Düren-Echtz.
actief: Garzweiler · Hambach · Inden

stilgelegd: dagbouw Alfred · bruinkoolgroeve Frechen · dagbouw Zukunft · dagbouw Zülpich